# Ґедри (гора)
Ґедри (англ. Mount Gaudry) — гора на острові Аделейд, у хребті Принц Рояль, в землі Ґреяма у Західній Антарктиді. Висота вершини 2315 м.

## Географія
Гора розташована в південній частині острова Аделейд та хребта Принц Рояль, ближче до східного берега острова і є найвищою його вершиною з абсолютною і відносною висотою — 2315 м (за абсолютною висотою займає 38-ме місце в Антарктиці та 12-те — за відносною). Вона розташована майже за 132,1 км на південний захід від найближчої вищої вершини — Кастле пік (2380 м), за 5 км південний захід від гори Барре (2195 м), та за 8 км на північ від гори Ліотард (2225 м). За своєю висота вершина займає 52-ге місце у світі серед острівних гір.

## Відкриття та дослідження
Гора була вперше відкрита членами Французької антарктичної експедиції 1903—1905 років, під керівництвом французького полярного дослідника Жана-Батиста Шарко, який назвав її на честь Альберта Ґедри (1827–1908), відомого французького палеонтолога.